# موزه علوم و فناوری ایران
موزه ملی علوم و فناوری ایران یکی از موزه‌های شهر تهران است که زیر نظر وزارت علوم، تحقیقات و فناوری فعالیت می‌کند. مأموریت اصلی این مؤسسه پژوهشی بازسازی و معرفی دستاوردهای علمی ایران در دوران پیش و پس از اسلام و نیز نمایش اصول و تئوری‌های دانش و فناوری‌های روز دنیا است. نمایشگاه های ثابت این موزه در محل پیشین کتابخانه ملی در خیابان سی تیر و در نزدیکی موزه ملی ایران قرار دارد.

## پیشینه
ایده نخستین تأسیس موزه علوم و فناوری ایران به سال ۱۳۵۶ باز می‌گردد. پیرو پیشنهاد وزارت علوم، تحقیقات و فناوری دربارهٔ تأسیس موزه علوم و فناوری، کلیات آن در سال ۱۳۸۱ به تصویب هیئت وزیران رسید.
در مرداد ماه ۱۳۸۵ نتایج بررسی و کارشناسی‌های به عمل آمده منجر به تصویب اساسنامه موزه هیئت امنایی علوم و فناوری در سال ۱۳۸۴ در شورای گسترش آموزش عالی تصویب و ابلاغ گردید. نخستین گالری این موزه در بهمن ماه سال ۱۳۸۹ در محل کتابخانه ملی افتتاح شد. در سال ۱۳۹۱، با راه‌اندازی مجموعه موزه در ساختمان قدیمی متعلق به کتابخانه ملی ایران واقع در خیابان سی تیر، گالری دستاوردهای دانشمندان اسلام و ایران نیز به ساختمان موزه منتقل شد. در حال حاضر این موزه در سه گالری به فعالیت مشغول است. عناوین این گالری‌ها شامل فناوری‌های بومی، مرکز علم و گالری از مورس تا موبایل است.